# Zuzana Smatanová
Zuzana Smatanová est une chanteuse slovaque de pop rock née le 14 juin 1984 à Súľov-Hradná.
Elle a étudié à l’Académie pédagogique et sociale de Turčianske Teplice puis a participé au concours Coca-Cola Popstar qu’elle a remporté en 2003. Elle a ensuite enregistré son premier album, Entirely Good.

## Discographie
- Entirely Good (2003)
- Svet mi stúpil na nohu (2005)
- Tabletky odvahy (2007)
- Live (2008)
- Gemini (2009)
- Dvere (2011)